# Lieke Augustijn
Lieke Augustijn (Breda, 11 juli 1996) is een Nederlands actrice en presentatrice. Ze werkt mee aan verschillende producties, zowel op televisie, radio als online. Landelijke bekendheid krijgt ze als presentator van Lekker Lullen.

## Biografie en carrière
Augustijn wordt geboren in Breda en groeit op in Bavel. Ze debuteert als televisieactrice in 2012. Dat jaar speelt ze de rol van Ellenoor in de EO-dramaserie Verborgen Verhalen. Ze volgt een opleiding tot actrice bij de Film Actors Academy and Masterclasses (FAAAM) in Amsterdam.
Haar eerste landelijke bekendheid krijgt Augustijn in 2018, als ze testteamlid wordt in het televisieprogramma Checkpoint van de EO. Ze maakt dat najaar haar opwachting in het vijftiende seizoen van het populaire testprogramma. In het kader van haar deelname speelt ze, eveneens in 2018, mee in de serie Zappmissie en is ze ook met regelmaat te zien in een serie theatervoorstellingen die van het programma gemaakt worden. Ze zou uiteindelijk tot en met het negentiende seizoen (voorjaar 2020) deel uitmaken van het testteam.
Los van Checkpoint blijft Augustijn actief als actrice. Zo speelt ze in 2018 de hoofdrol van Nathalie in de korte film Nu Overal Te Zien. en heeft ze een kleine rol in de NPO 3-serie Sas heeft een soa. Eind december 2021 is ze te zien in de videoclip Zij wil mij van FLEMMING. Verdere landelijke bekendheid krijgt ze als ze in 2020 samen met Luuk Dresen de podcast Lekker Lullen gaat maken. Als Augustijn enkele jaren na de diens dood de podcast weer oppakt, wordt Augustijn bijgestaan door Britt Scholte. In 2022 maakt Augustijn haar opwachting in Nieuwe Gasten.
Augustijn presenteert ook verschillende radioprogramma's. Zo presenteert ze bij SLAM! het programma Mag ik je nummer en is tevens te zien op het YouTube-kanaal van deze radiozender.
In 2024 deed Augustijn mee aan het televisieprogramma De Alleskunner VIPS waarin ze op de vierde plaats eindigde.